# La mosquée Al-Nour Relizane
Pour les articles homonymes, voir Église Saint-Joseph, sachant que la mosquée était auparavant l'église Saint-Joseph de Relizane.
La mosquée Al-Nour ou mosquée En-nour (en arabe : مسجد النور), est située à Relizane, dans la wilaya de Relizane en Algérie.

## Historique
La mosquée était auparavant une église construite en 1874 et intitulée « église Saint-Joseph », durant la période coloniale française, dans un style néo-roman.
En 1989, cette église est convertie en mosquée.

## Personnel religieux - Abbés
Avant 1989, la mosquée était une église dirigée par un abbé :
- 1863 - 1898 : Lacombe
- 1898 - 1908 : Léopold Vermenouze[2]
- 1908 - 1944 : Claude Bertrand [3]
- 1944 - 1972 : Bernard Sanchez

## Cloches
L'église comprenait de nombreuses cloches après sa rénovation en 1957 au nombre de 6, qui sont appelées :
1. Marie, Joseph, Claude, Bernadette, Cyprienne – Note : « Ré » – Poids : 1500 kg
2. Marie, Marcienne, Françoise – Note : « Sol » – Poids : 650 kg
3. Marie, Thérèse, Jeanne, Geneviève – Note : « La » – Poids : 460 kg
4. Marie, Anne, Elisabeth, Vincente – Note : « Si » – Poids : 325 kg
5. Marie, Cécile, Lucie, Monique – Note : « Do » – Poids : 260 kg
6. Marie, Ange, Dominique – Note : « Ré » – Poids : 190 kg

## Galerie

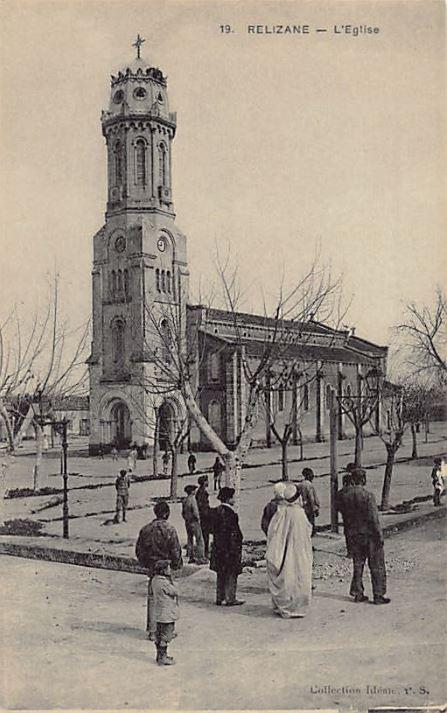
Carte postale de l'église, Collection idéale P. S.
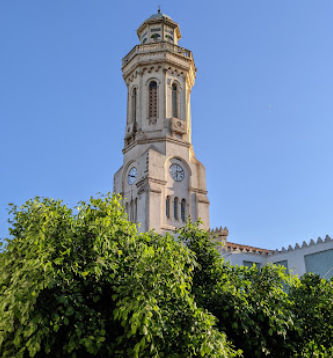